# Knieperstraße 16 (Stralsund)
Das Wohnhaus Knieperstraße 16 in Stralsund ist ein denkmalgeschütztes Bauwerk in der Knieperstraße.

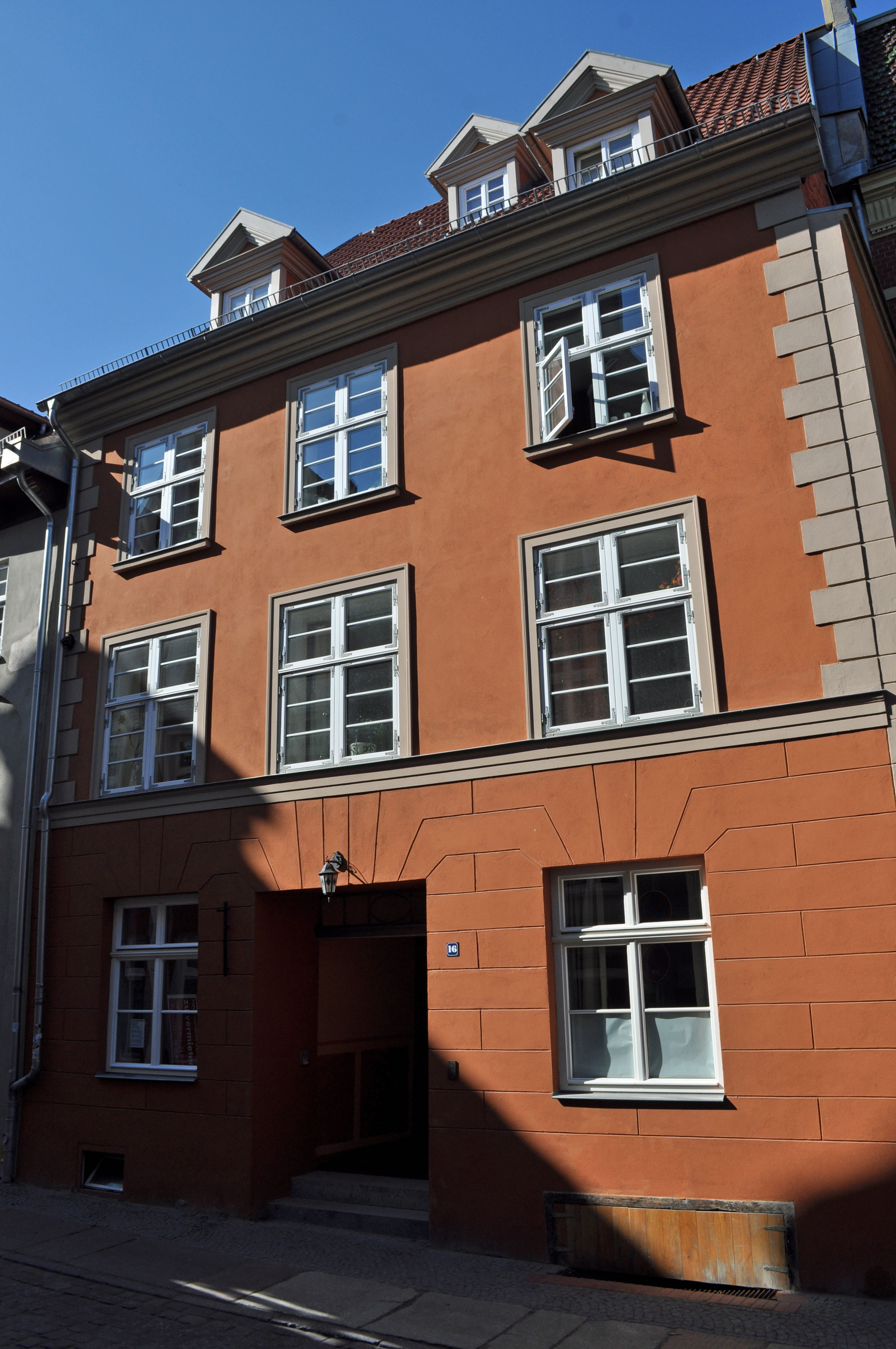
Haus Knieperstraße 16 in Stralsund (2012)

Das dreigeschossige Traufenhaus mit seinem mittelalterlichen Kern wurde in der ersten Hälfte des 18. Jahrhunderts errichtet. Es weist im Erdgeschoss Putznutung auf. Die Gebäudekanten im Obergeschoss sind rustiziert. Die Dachgauben sind aus der Erbauungszeit erhalten.
Das Haus im Kerngebiet des von der UNESCO als Weltkulturerbe anerkannten Stadtgebietes des Kulturgutes „Historische Altstädte Stralsund und Wismar“ ist in die Liste der Baudenkmale in Stralsund eingetragen.